# المعراضة (السبرة)

تعديل مصدري - تعديل

المعراضة محلة تابعة لقرية الاصمين، التابعة لعزلة بلادالشعيبي العليا بمديرية السبرة إحدى مديريات محافظة إب في الجمهورية اليمنية.، بلغ تعداد سكانها 156 حسب تعداد اليمن لعام 2004.